# Martin Eden
Pour les articles homonymes, voir Martin Eden (homonymie).
Martin Eden (titre original identique) est un roman de l'écrivain américain Jack London publié aux États-Unis en 1909.
L'histoire se déroule au début du XXe siècle. Martin Eden est un jeune marin d'Oakland né dans les bas-fonds, l'ignorance et la violence. Sa vie est faite d'aventures, de voyages, mais aussi de brutalité et de travail. C'est ainsi qu'il défend un jeune homme lors d'une rixe. Celui-ci, issu de la classe aisée, l'invite chez lui à dîner pour le remercier. À cette occasion Martin rencontre sa sœur Ruth Morse, jeune fille délicate issue d'une famille bourgeoise dont il tombe amoureux. Il décide de s'instruire pour la conquérir. Petit à petit, d'abord pour plaire à la jeune fille qu'il aime, puis par goût réel de l'étude, il se forge une culture encyclopédique et s'efforce de devenir célèbre en devenant écrivain. Mais malgré le talent qu'il pense avoir, il n'arrive pas à vivre de sa plume. Ruth, qui devient sa fiancée, préférerait qu'il trouve une situation sûre, plutôt que de continuer à écrire. Il constate que la bourgeoisie qui était son modèle initial ne comprend rien à la culture, seules quelques personnes comme son ami Russ Brissenden, dialoguent réellement avec lui. À la suite de la parution d'un article dans un journal local dans lequel il est présenté comme socialiste, ce qu'il n'est pas, Ruth le quitte. Brissenden meurt alors qu'Eden a fait paraître son poème. Il n'a plus le goût d'écrire, mais brusquement il devient un auteur à succès. Il envoie aux revues les œuvres qu'il avait soumises précédemment mais cette fois-ci, les éditeurs les acceptent et en demandent plus, le propulsant au sommet. Voulant se libérer de l'hypocrisie envahissante, Martin Eden part pour s'établir sur une île du Pacifique. Sur le bateau, n'ayant plus le goût à rien, il se laisse glisser à la mer.
En France, le roman paraît pour la première fois en 1921, illustré par Jean-Gabriel Daragnès.
L'histoire de Martin Eden, héros au génie incompris, possède de nombreux points communs avec celle de son auteur. Tous deux sont des aventuriers, tous deux sont avides de se hisser au niveau de n'importe quel jeune homme de la classe bourgeoise. Tous deux sont autodidactes, rejetant ainsi la culture banale des riches de ce monde.
Martin Eden reste cependant un ouvrage romanesque. Il conte l'ascension douloureuse, puis l'abandon fatal qui conclut cette ascension, d'un jeune homme pauvre, aveuglé par l'amour et les richesses dont il a toujours été privé. Il ne s'agit pas seulement d'un roman d'apprentissage, mais aussi du récit d'un désenchantement, du refus catégorique de se conformer aux normes de l'élite d'une société qui se gangrène, hermétiquement fermée à toute pensée originale, aussi brillante soit-elle.
Malgré ces similarités entre la vie de Martin Eden et de London, l'auteur a toujours protesté : cette œuvre serait une attaque contre le philosophe du Surhomme de Nietzsche et contre l'individualisme. En faisant de Martin Eden un alter ego individualiste, allant jusqu'à la destruction par manque de liens et de structure sociale, le socialiste Jack London essaye de mettre en évidence la nécessité d'une organisation et d'une solidarité sociales.

## Résumé
Au début du XXe siècle, Martin Eden, jeune marin d'Oakland, mène une existence marquée par la précarité. Issu des bas-fonds, son quotidien oscille entre voyages en mer, violences et travail éreintant. Un jour, le destin frappe à sa porte lorsqu'il intervient dans une rixe pour défendre Arthur Morse, un jeune homme de la bourgeoisie. En remerciement, ce dernier l'invite à dîner dans sa demeure familiale. Cette invitation marque sa première incursion dans un univers qui lui était jusqu'alors inconnu. Alors qu'il découvre un recueil de Swinburne dans la bibliothèque des Morse, Ruth, la sœur d'Arthur, l'interrompt dans sa lecture. Leur conversation autour du livre révèle cruellement à Martin les limites de sa culture et de son vocabulaire et le fossé qui le sépare de Ruth dont il est tombé instantanément amoureux. Pourtant, sa présence ne laisse pas Ruth indifférente : elle se surprend à éprouver une troublante attirance pour ce marin au cou puissant.
De retour dans son quartier, la confrontation entre ces deux mondes bouleverse Martin. Le contraste est saisissant entre l'univers raffiné des Morse et sa propre réalité : une sœur épuisée par son travail de blanchisseuse, un beau-frère rongé par l'avarice et l'amertume. Cette prise de conscience déclenche chez lui une volonté farouche de transformation. Il renonce à l'alcool, emprunte un manuel de savoir-vivre à la bibliothèque d'Oakland et investit dans un dictionnaire pour enrichir son langage. Sa rencontre avec Ruth éveille également en lui un souci nouveau de l'hygiène : il adopte le rituel quotidien du bain froid, soigne méticuleusement ses ongles et cultive une propreté irréprochable.
L'appétit intellectuel de Martin se heurte d'abord à ses lacunes : ses nouvelles lectures, trop complexes pour son niveau, le laissent souvent désorienté. Pourtant, il trouve dans la poésie un premier terrain d'épanouissement, ce langage des émotions lui étant naturellement plus accessible. Sur les conseils avisés du bibliothécaire, il reprend contact avec Ruth, qui devient sa guide dans ce voyage vers la connaissance.
Leurs rencontres prennent rapidement un caractère régulier. Ruth, animée d'un enthousiasme croissant, s'attelle à la tâche de façonner cet esprit qu'elle considère comme vierge. Elle lui enseigne les fondements de la grammaire et de l'arithmétique, prenant un plaisir évident dans ce rôle de mentor. Cependant, la "pureté" qu'elle attribue à l'esprit de Martin cache en réalité une pensée déjà solidement structurée par ses expériences.
Cette divergence de perception éclate lors d'une discussion sur M. Butler, un associé du père de Ruth. Elle présente cet homme comme un modèle de réussite, admirant comment il s'est hissé vers la richesse par sa volonté et une vie d'abnégation. Mais Martin, à sa grande surprise, rejette catégoriquement cet exemple. Pour lui, Butler incarne l'échec d'une vie sacrifiée sur l'autel de l'ambition : trente années de privation ont façonné un homme certes riche, mais incapable de goûter aux plaisirs de l'existence, ayant manqué les joies essentielles de l'enfance et de la jeunesse. Cette réaction révèle la profondeur insoupçonnée de sa réflexion et sa capacité à remettre en question les valeurs de la classe sociale de Ruth.
À court de ressources, Martin est contraint de quitter Ruth et Oakland pour embarquer sur un navire pendant huit mois. Durant ce voyage, il poursuit son apprentissage de la grammaire, enrichit son vocabulaire et découvre Shakespeare, qui l'inspire profondément. C'est au cours de cette traversée qu'il décide de se consacrer à l'écriture.
De retour à terre, il se plonge dans son nouveau projet avec ferveur. Un manuel de rhétorique lui révèle les secrets de la construction textuelle et, plus encore, une perspective enthousiasmante : ses histoires pourraient lui rapporter en trois jours l'équivalent de trois mois de salaire de marin - soit une centaine de dollars. Cette découverte ne fait que renforcer sa détermination.
Cependant, lorsqu'il partage son ambition avec Ruth, celle-ci accueille son projet avec réserve. Elle le presse plutôt de suivre un parcours plus conventionnel en intégrant l'école supérieure, considérant qu'une éducation formelle lui est indispensable. Ce même soir, lors d'un dîner chez les Morse, Martin fait pourtant forte impression sur les parents de Ruth. Ces derniers voient d'un œil favorable l'influence de ce jeune homme sur leur fille, espérant qu'il éveille en elle des velléités de mariage mais évidemment avec un autre homme que Martin.
Pourtant, l'échec de Martin aux examens de l'école supérieure marque un tournant. Renonçant aux cours du soir, il choisit la voie de l'autodidaxie et s'impose une discipline draconienne : cinq heures de sommeil par nuit, une alternance rigoureuse entre apprentissage des matières où il a échoué et écriture. Il diversifie sa pratique littéraire en s'essayant à la poésie, tout en comblant ses lacunes en algèbre et en physique. Malgré ses efforts pour se conformer aux exigences éditoriales, notamment en dactylographiant ses textes, aucun magazine ne publie ses écrits.
Sa découverte des Premiers Principes d'Herbert Spencer constitue une révélation intellectuelle. Cette œuvre philosophique, en lui dévoilant le concept d'évolution, transforme radicalement sa vision du monde et attise sa soif de connaissances. Pourtant, sa situation financière se dégrade inexorablement. L'épuisement de ses économies s'accompagne d'un isolement croissant : Ruth, absorbée par ses études universitaires, demeure distante, tandis que sa sœur, qui l'héberge, ne lui témoigne qu'une pitié mal dissimulée. Par délicatesse envers Ruth, déjà submergée par son travail universitaire, il garde ses écrits pour lui, se privant ainsi de tout regard critique extérieur.
L'achèvement des examens de Ruth semble enfin offrir une occasion de partage, mais se solde par une profonde désillusion. Face à ses textes, elle adopte une posture de correctrice plutôt que de lectrice sensible, incapable de percevoir la force émotionnelle qui anime son écriture. Ses remarques techniques et superficielles révèlent un fossé grandissant entre leurs sensibilités artistiques et leurs visions du monde. À bout de ressources, incapable même de financer l'envoi de ses nouveaux manuscrits, Martin sombre dans le désespoir. Pourtant, un souvenir de son enfance ravive sa combativité : celui de son interminable lutte contre Tête de Fromage, un jeune tyran qui l'avait battu quotidiennement pendant onze longues années. Cette persécution n'avait pris fin que le jour où Martin avait enfin triomphé de son tourmenteur. Fort de ce souvenir, il se jure de mener sa guerre contre les éditeurs avec la même ténacité inébranlable, transformant son expérience passée en source de détermination pour l'avenir.
Martin se voit néanmoins contraint de reprendre un travail sur un bateau mais par chance au bureau d'emploi, il rencontre Joe, un blanchisseur qui lui offre de travailler avec lui. Martin accepte avec joie, envisageant de continuer l'étude la nuit et de retourner à Oakland en bicyclette le week-end. Il se rend vite compte que son nouveau travail est épuisant tant mentalement que physiquement et est incapable de poursuivre son étude et a besoin de tout son week-end pour récupérer. Il sombre également dans l'alcool pour oublier son dur labeur et envisager plus facilement la nouvelle semaine qui l'attend. 
Abruti par cette existence, Martin prend la décision de quitter la blanchisserie et retourne à sa vie d'avant. Sa relation avec Ruth est toutefois profondément altérée car les révélations sur son mode de vie et ses habitudes passées ont creusé un fossé irrémédiable entre eux. Ruth, horrifiée par ces découvertes, oscille entre dégoût et désir de le "sauver", persuadée qu'elle peut le transformer en l'homme raffiné dont elle rêve. Mais cette ambition révèle surtout l'incompatibilité fondamentale de leurs valeurs : tandis que Ruth, produit de son éducation bourgeoise, aspire à une vie conventionnelle et stable, Martin reste fidèle à son authenticité brute. Face à cette situation, la famille Morse, et particulièrement la mère de Ruth qui nie être amoureuse de Martin, orchestre subtilement l'éloignement de sa fille en planifiant son départ vers l'Est, préférant la tenir à distance de cet homme qui incarne tout ce que leur milieu social redoute. Malgré les recommandations de sa mère, Ruth et Martin se voient à nouveau et Ruth découvre ses sentiments lors d'un moment d'intimité qui se termine par un baiser. Ruth et Martin sont maintenant fiancés ce qui déplait fortement à la mère de Ruth qui décide de tout mettre en oeuvre pour rompre cette idylle. Ruth de son côté donne à Martin deux ans pour réussir en tant qu'écrivain avant de prendre un vrai métier.
Déterminé à réussir pour Ruth, Martin s'installe dans une modeste chambre chez Maria Silva, une veuve portugaise. Il y mène une vie spartiate entièrement dédiée à l'écriture et à l'apprentissage, optimisant chaque instant jusqu'à afficher des listes de vocabulaire sur ses murs pour les mémoriser pendant ses tâches quotidiennes. Il analyse méticuleusement les œuvres d'auteurs reconnus et rédige même un essai critique intitulé Poussière d'étoiles, bien que celui-ci soit refusé.
Mais la situation de Martin s'aggrave. Les refus systématiques de ses manuscrits le plongent dans une pauvreté croissante, l'obligeant à mettre en gage ses biens personnels pour survivre. Sa relation avec Ruth se détériore davantage, leurs différences de perception devenant évidentes lors d'une sortie à l'opéra où leurs visions artistiques s'opposent car Martin juge ridicule les chanteurs en surpoids chanter la sérénade tandis que Ruth romantise la pauvreté de Martin et le trouve plus distingué car il perd de sa force et s'amaigrit.
Après une fièvre qui le terrasse quelques jours et dont il est sauvé par les soins de Maria, Martin est coup sur coup désespéré et sauvé après avoir reçu cinq dollars d'une nouvelle de cinq mille mots puis quarante dollars pour une nouvelle pour jeunesse. Il sort ainsi de la pauvreté et peut dégager son complet et sa bicyclette du Mont de Piété. Il peut aussi retourner chez Ruth dont les parents organisent plusieurs soirées espérant ainsi que Ruth rencontre d'autres hommes et se détourne de Martin. C'est lors de ces soirées que Martin fait la découverte de la médiocrité de tous ces gens qu'il admirait tout en étant ravi de voir qu'il peut parfaitement se fondre dans ce milieu. Cette découverte transforme Martin qui se permet même des réflexions devant les parents de Ruth comme lorsqu'il traite le père de Ruth de valet inconscient du capitalisme.
Martin continue de subsister en créant des nouvelles toutes faites suivant un schéma facilement modifiable (qu'il appelle gros ouvrage) tout en continuant à écrire des oeuvres plus sérieuses comme La Honte du Soleil. Malgré tout, plus personne ne croit en lui, ni Ruth qui insiste pour qu'il prenne le travail que lui offre son père dans ses bureaux, un travail bien payé qui leur permettrait de s'installer, ni sa soeur Marianne qui vient lui annoncer ses fiançailles et qu'il choque en écrivant une nouvelle sur elle, ni son autre soeur Gertrude qui lui donne cinq dollars pour l'aider à s'en sortir et qu'il promet de rendre au centuple. Martin refuse d'abandonner l'écriture et rappelle à Ruth qu'elle lui a promis deux ans pour obtenir des succès, il lui explique aussi qu'il se tue à la tâche allant même jusqu'à s'attacher un éperon au cou pour ne pas s'endormir (s'inspirant de Kipling).
C'est à cette période que Martin fait la connaissance de Russ Brissenden chez les Morse. Russ Brissenden est un homme désabusé par la vie, maladif, qui boit beaucoup mais c'est le seul homme qui impressionne Martin depuis qu'il est entré dans cette société. Ils deviennent amis et se voient quotidiennement pendant plusieurs jours. Malheureusement, Martin ne parvient plus à subvenir à ses besoins et Brissenden qui a disparu ne peut lui prêter d'argent ; il décide alors de rendre visite aux journaux de San-Francisco qui ne l'ont pas payé. Il violente les employés du Transcontinental pour leur faire cracher les cinq dollars qu'ils lui doivent, mais se fait battre par les employés du Hornet, ce qui les réconcilie.
A son retour, Brissenden présente à Martin son poème, L'Éphémère qui sidère Martin de par sa beauté et son originalité. Brissenden donne aussi 100 dollars à Martin qui en profite pour dégager ses biens et offrir des cadeaux à Maria et ses enfants, ce qui déplait fortement à Ruth qui les croise avec sa mère. Martin choque aussi le père de Ruth et son ami le Juge Blount qui essaye de le faire passer pour un socialiste, ce qu'il dément en retournant l'accusation contre eux.
Plus tard, à l'insistance de Brissenden, Martin se rend à une réunion de socialistes lors de laquelle il fait un discours qui attaque le mouvement politique se basant sur la morale d'esclave de Nietzsche. Un reporter le dépeint dans son journal comme le chef de cette réunion « transformant son individualisme réactionnaire en socialisme outrancier, du rouge 
le plus violent ». Le lendemain le reporter rend visite à Martin qui décide de lui donner une fessée et par vengeance le reporter réécrit sur Martin le lendemain, en le dépeignant comme un violent forcené agitateur de foules et leader du mouvement socialiste.
Ces articles font une très forte impression sur Ruth et sa famille qui rompent toute relation avec Martin, le plongeant dans le désespoir. De même tout son voisinage le traite comme un pestiféré et après une rencontre qu'il force avec Ruth, elle lui déclare qu'elle ne l'aime plus.
Martin s'attelle donc à finir ses oeuvres inachevées et le poème de Brissenden qu'il a envoyé malgré son ami est publié pour le prix de trois cent cinquante dollars. C'est lorsque Martin apporte à son ami le prix de son poème qu'il apprend son suicide. Martin finit d'ailleurs par s'en réjouir car au moins Briss ne verra pas son poème être souillé par les critiques et les magazines. Martin profite de quelques rentrées d'argent pour affranchir toutes ses oeuvres. Le succès lui sourit alors enfin et on lui achète certaines de ses œuvres pour plusieurs centaines de dollars. Il tient ainsi sa promesse à sa sœur Gertrude et lui rend ses cinq dollars au centuple. Martin désœuvré tente aussi de renouer avec son ancienne vie mais il n'y parvient pas et fait même une malheureuse, Lizzie Connolly, une jeune femme qu'il a rencontrée en même temps que Ruth et qui décide elle aussi d'accepter l'argent de Martin pour tenter de s'élever hors de sa condition sociale et lui plaire.
Le succès continue pour Martin et ses ouvrages se vendent à plusieurs milliers d'exemplaires. Il achète ainsi la maison d'Oakland et une ferme à Maria et part habiter dans un hotel. Son succès attire à lui les gens qui l'avaient anciennement repoussés et même le Juge Blount et M. Morse l'invitent à dîner. Martin continue d'écouler son stock d'oeuvres tout en semant le bien autour de lui mais est chaque jour de plus en plus dégouté de la vie. Même lorsque Ruth revient il n'est pas tenté et comprend alors qu'il a changé et qu'il est dégoutté de la vie.
Il décide alors de partir à Tahiti et avant de partir offre à son ami Joe qu'il a rencontré par hasard une blanchisserie. Martin s'en va finalement et à bord du paquebot plus malheureux que jamais. Il passe son temps à dormir et rien ne l'intéresse. C'est alors qu'il relit par hasard un poème de Swinburne (Le Jardin de Proserpine (en)) et comprend ce qu'il doit faire. Il se glisse à l'eau en passant par son hublot et tente de se laisser couler mais n'y arrive pas, l'instinct de conservation étant trop fort. Il concentre alors toute sa volonté et se met à nager vers le fond de la mer il finit ainsi par manquer d'air et tente une dernière fois de se battre mais il est descendu trop profond. Il abandonne et se laisse mourir.

## Principaux personnages
- Martin Eden

Martin Eden est au début du roman un marin de vingt ans. Il décide de s'instruire pour conquérir Ruth Morse. À force de ténacité et d'un travail acharné, il y parvient et écrit des poèmes, des romans, des nouvelles et quantités d'œuvres littéraires qui font de lui en quelques années un auteur à succès.
Son itinéraire est très semblable à celui de Jack London.
- Ruth Morse

Ruth Morse a trois ans de plus que Martin. Elle est issue d'un milieu aisé et poursuit des études de littérature. Elle est attirée par Martin Eden et joue dans un premier temps le rôle de guide dans sa formation, mais bien qu'elle apprécie l'art de conter les histoires, elle doute qu'il puisse devenir un écrivain reconnu et voudrait qu'il trouve un emploi de notaire, une situation bourgeoise, et se range à des idées plus conformistes.
- Russ Brissenden

Russ Brissenden est un intellectuel, alter ego de Martin Eden ; c'est un poète mais qui ne recherche pas le succès. Il a la tuberculose. Il est très riche.
- Joe Dawson

Joe Dawson est le chef de Martin Eden à la laverie. C'est un travailleur qui, épuisé par son travail physique, boit le weekend.
- Lizzie Connolly

Lizzie Connolly est une jeune femme que Martin rencontre dans un théâtre. Très éprise de Martin, elle est prête à mourir pour lui.

## Personnages secondaires
- Gertrude Higginbotham

Gertrude est la sœur de Martin Eden. Elle s'occupe de toutes les tâches ménagères de la maison familiale, et est épuisée.
- Bernard Higginbotham

Bernard est le beau-frère de Martin Eden. Marié à sa sœur Gertrude, il tient une épicerie nommée "Magasin Higginbotham - Vente au comptant". Bien qu'il loue une chambre à Martin dans la maison familiale au début du livre, sa relation avec lui est très conflictuelle.
- Maria Silva

Maria est veuve, d'origine portugaise. Elle loue une chambre à Martin (après être parti de chez sa sœur).

## Analyse
Jack London meurt le 22 novembre 1916, sept ans après la parution de Martin Eden. Selon certains biographes, et à l'instar du héros de son roman, London aurait mis fin à ses jours, faisant valoir son droit à « anticiper le jour de sa mort », selon ses propres termes tirés d'un article sur le suicide datant de 1914. La veille (21 novembre), il avait absorbé un somnifère à base de morphine et avait laissé à son chevet un  morceau de papier portant le calcul d’une dose mortelle. D'autres sources penchent aujourd'hui vers un accident thérapeutique, London s'administrant lui-même ses soins, il aurait été victime d'un mauvais dosage. Il souffrait aussi d'urémie et de néphrite.

## Citations
« C'est une histoire hawaïenne. Je l'ai intitulée Wiki-Wiki. » (Martin Eden, chap. XXXIV).
« Sans boussole, sans rames, sans port à l'horizon, il se laissait aller à la dérive, sans lutter davantage, puisque lutter c'est vivre et que vivre c'est souffrir. » (Martin Eden, chap. XXXX).

## Postérité
Martin Eden fait partie des livres de Jack London qui sont brulés par les nazis lors des autodafés de 1933.

## Éditions

### Éditions originales en anglais
- Martin Eden, en feuilleton dans The Pacific Monthly, de septembre 1908 à septembre 1909.
- Martin Eden, un volume chez  The Macmillan Co, New York, septembre 1909.

### Traductions en français
- Martin Eden, traduit par Claude Cendrée (Isabelle [Iza] de Comminges (1874-1953))[6], Paris, l’Édition Française illustrée, 1921, puis Georges Crès et Cie, 1926, dans la même traduction.
- Martin Eden, traduit par Philippe Jaworski, Gallimard, 2016[7].

### Adaptations et citations
- Le rappeur Nekfeu fait référence à ce roman dans Martin Eden, premier titre, dans lequel il s'identifie à Martin Eden, de son premier album, Feu, sorti en 2015.
- Martin Eden est cité plusieurs fois dans le film Un homme idéal, réalisé par Yann Gozlan.
- Dans le film Il était une fois en Amérique de Sergio Leone(1984), le jeune héros Noodles lit Martin Eden lorsqu'il va aux toilettes.
- Une adaptation théâtrale du roman a été écrite et mise en scène par Jean-Louis Sarthou en 1975. Elle a été jouée au Studio d'Ivry et en tournée en France, puis reprise par le Théâtre de l'Épi d'Or au Festival d'Avignon.
- Martin Eden, bande dessinée de Denis Lapière et Aude Samama, Paris, Futuropolis, 2016.

#### Au cinéma
- 1914 : Martin Eden de Hobart Bosworth
- 1918 : Pas né pour l'argent (Nye dlya deneg radivshisya) de Nicandre Tourkine
- 1942 : Les aventures de Martin Eden (en) (The Adventures of Martin Eden) de Sidney Salkow avec Glenn Ford et Claire Trevor
- 2019 : Martin Eden de Pietro Marcello